# Annika Øyrabø
Annika Øyrabø (* 1977) ist eine dänische Designerin, Illustratorin und Kinderbuchautorin.

## Leben
Annika Øyrabø studierte 2000 bis 2007 Design in Kopenhagen und 2004 bis 2005 Illustration an der Hochschule für Angewandte Wissenschaften Hamburg. Seit 2007 ist sie freischaffende Künstlerin. Sie ist Illustratorin, Autorin von Bastelbüchern und bietet Bastel-Workshops für Kinder an.

## Buchveröffentlichungen
- Schrottroboter, Pappkühe & Co. Geniales aus Müll basteln & bauen. Verlag Beltz & Gelberg, Weinheim 2015, ISBN 978-3-407-82022-8.
- Alles natürlich selbst gebastelt – Schneiden und Falten. Verlag Beltz & Gelberg, Weinheim 2015, ISBN 978-3-407-75398-4.
- Alles natürlich selbst gebastelt – Drucken und Stempeln. Verlag Beltz & Gelberg, Weinheim 2015, ISBN 978-3-407-75400-4.
- Alles natürlich selbst gebastelt – Sachen sammeln und Figuren basteln. Verlag Beltz & Gelberg, Weinheim 2015, ISBN 978-3-407-75411-0.

Illustration:
- Mirko Siemssen: Das Unterwasser-ABC. Mit Bildern von Annika Øyrabø. Ravensburger Buchverlag, Ravensburg 2014, ISBN 978-3-473-44635-3.